# Pierre Adrien Dalpayrat

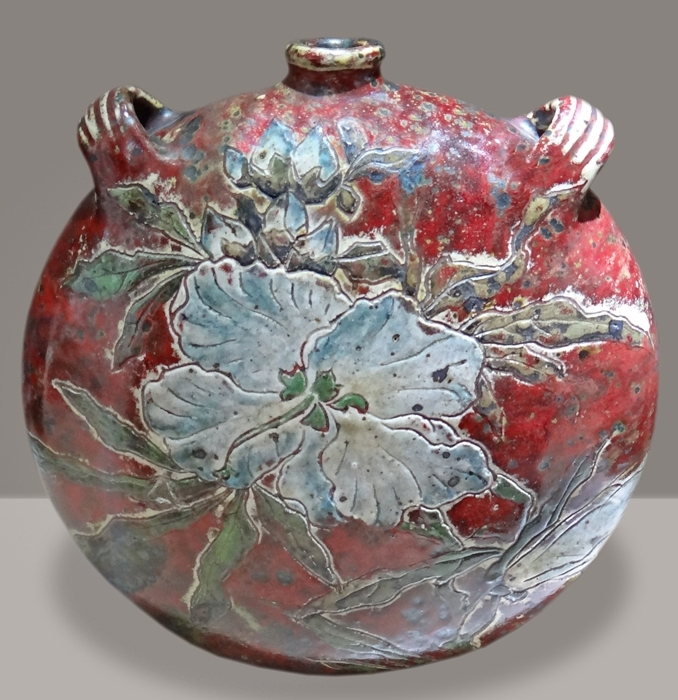

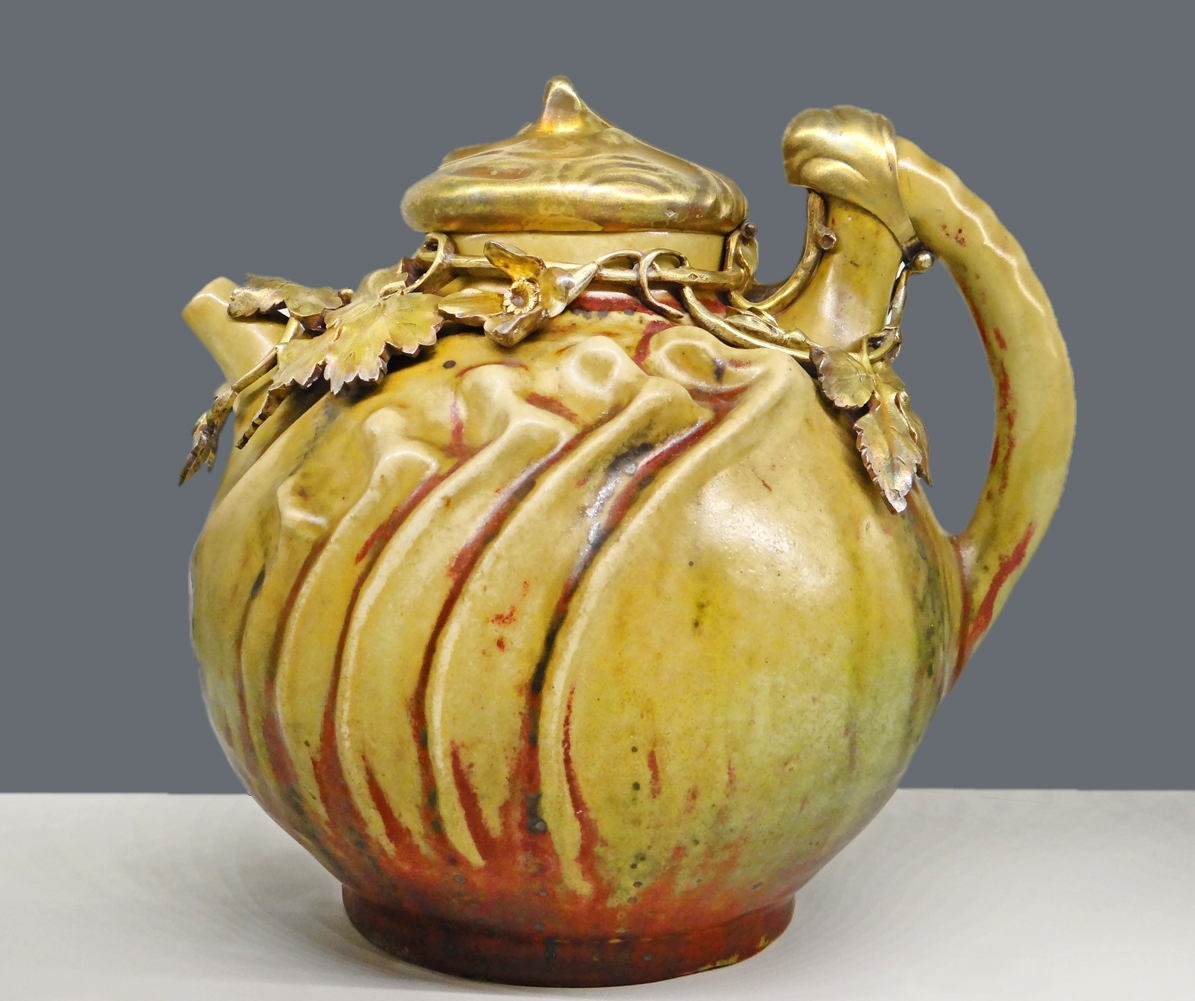

Pierre Adrien Dalpayrat (ur. 14 kwietnia 1844 w Limoges, zm. 10 sierpnia 1910 tamże) – francuski artysta, tworzący ceramikę w stylu secesji.